# Claude Salhani
Claude Salhani (25. března 1952 – 13. srpna 2022) byl americký fotograf egyptského původu pro tiskové agentury United Press International (UPI) a Reuters, později vedoucí UPI Photos a UPI Foreign Desk Editor, stejně jako politický expert a spisovatel, nejznámější díky své fotografické reportáži o bombových útocích v Bejrútských kasárnách v roce 1983 na příslušníky námořní pěchoty Spojených států. V roce 1995 ho americký velvyslanec David D. Pearce nazval „jedním z předních fotografů války v Libanonu“. Během své novinářské kariéry se Salhani zabýval Černým zářím, libanonskou občanskou válkou, tureckou invazí na Kypr, válkou Dhofar (Omán), íránsko-iráckou válkou, izraelskou invazí do Libanonu, íránskou revoluci v roce 1979, válkou v Perském zálivu, Pádem Berlínské zdi, českou sametovou revolucí a válkou v Iráku (Operace Trvalá svoboda), stejně jako širšími tématy zahrnující Blízký východ, Evropu a Afriku.

## Životopis
Claude Salhani se narodil 25. března 1952 v Káhiře v Egyptě. Získal bakalářský titul v oboru žurnalistiky na Americké univerzitě v Bejrútu. V roce 2000 získal magisterský titul v analýze konfliktů a managementu na Royal Roads University.

## Kariéra

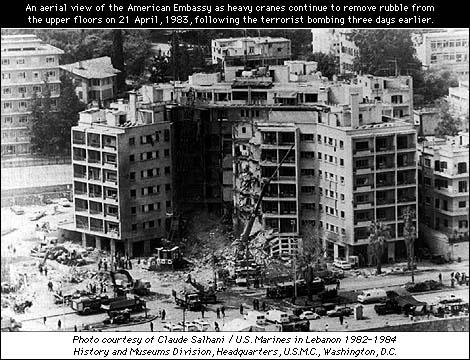
Bombardování ambasády v Bejrútu, foto: Claude Salhani, 1983

V roce 1970, ve věku 18 let, se Salhani připojil k novinám An-Nahar a L'Orient-Le Jour v Bejrútu. Zabýval se střety mezi jordánskými a palestinskými silami ("černé září v Jordánsku"). V roce 1973 nastoupil do fotografické agentury Sygma, mezi jejíž klienty patřily časopisy Time a Newsweek, a dostal fotografie na nejméně dvě obálky Time (1973, 1975). V roce 1981 se stal vedoucím UPI Photos pro Blízký východ; v roce 1983 dokumntoval bombardování kasáren americké námořní pěchoty v Bejrútu. V roce 1984 nastoupil do tiskové agentury Reuters jako vedoucí agentury Reuters Photos pro Evropu, Střední východ a Afriku; žil v Bruselu, Londýně a Paříži. Začátkem 90. let se přestěhoval do Washingtonu, aby nejprve vedl americké operace pro Sipa Press a poté se znovu připojil k UPI jako vedoucí oddělení fotografie po zbytek 90. let a v roce 2000 jako mezinárodní redaktor. Působil také jako redaktor pro Middle East Times a Washington Times. Později se stal mediálním analytikem velkých novin a mezinárodní televizní stanice. Přispíval do publikací The National (UAE), Cato Institute a American Foreign Service Association. Objevil se také v televizi C-SPAN.

## Osobní život a smrt
Salhani si vzal Cynthii Nuckollsovou; měli dvě děti, Justin a Isabelle.
Salhani mnohokrát těsně unikl smrti na předních liniích. V roce 1981 Salhani uvnitř budovy Reuters, když ji zasáhlo izraelské dělostřelectvo a vyvázl s lehkým zraněním. Při jiné příležitosti ho zadržela palestinská odštěpená skupina; Jásir Arafat z Organizace pro osvobození Palestiny zajistil jeho propuštění.
Salhani byl osobním přítelem Gibrana Tueniho, zakladatele An-Nahar.
Claude Salhani zemřel 13. srpna 2022 ve věku sedmdesáti let ve svém domě v Paříži ve Francii.

## Ocenění
- Nominace na Pulitzerovu cenu za fotografie z bombardování v roce 1983 na velitelství USMC Bejrút[1]

## Dědictví
Od 70. let se Salhaniho fotografie, úvodníky a osobní vzpomínky staly také zdroji pro další knihy o historii a politice, stejně jako pro jeho vlastní monografie Black September to Desert Storm (Od Černého září do pouštní bouře, 1998).
V roce 1995 ho americký velvyslanec David D. Pearce nazval „jedním z předních fotografů války v Libanonu“. V roce 2022 ho kolega z UPI Martin Sieff nazval „ Willie Maysem žurnalistiky – uměl – a dělal všechno dobře“.
Sám Salhani se příležitostně objevil jako postava, například jej zobrazila kniha Thomase L. Friedmana z roku 1990 From Beirut to Jerusalem a David Petraeus a Nigel West v roce 2016 Spycraft Secrets.
Salhani přispěl portrétními fotografiemi americkým vojenským historikům, včetně bývalého amerického mariňáka Benise M. Franka v knize U. S. Marines in Libanon, 1982-1984 z roku 1987 a bývalého US Navy SEAL Chucka Pfarrera ve své knize Warrior Soul z roku 2003.

## Dílo

### Knihy
Knihy (naučná literatura), autor
- Black September to Desert Storm : A Journalist in the Middle East (1998)[4][30]
- While the Arab World Slept: The Impact of the Bush years on the Middle East (2009)[31]

knihy (beletrie)
- Islam Without a Veil: Kazakhstan's Path of Moderation (2011)[32]

Knihy (beletrie), autor
- Inauguration Day: A Thriller (2015)[33]

### Články
Články pro UPI
- Analysis: What is Plan B in the Iraq War? (2003)[34]
- Iraq: One year Later (2003)[35]
- Analysis: Preparing the post-Arafat Era (2004)[36]
- Politics & Policies: Iran a Clear Danger (2005)[37]
- Analysis: Today They Killed My Friend (2005)[13]
- Politics & Policies: Ahmadinejad's Antics (2005)[38]
- Jordanian Role Larger Than First Reported (2006)[39]
- Intelligence Summit Takes Flak (2007)[40]

Články pro The National
- Historická role Al-Džazíry v arabské politické změně se sama o sobě stává zprávou (2011, Al Jazeera's historic role in Arab political change becomes a news story in itself)[41]

- Hamas cools to Syria as the Arab Spring's tally mounts (2011)[42]

- Vedení staré války proti terorismu vyžaduje novou koordinaci (2011, Fighting an old war on terror requires new coordination)[43]
- Turecko přebírá vedoucí roli v regionu, ale ne všichni tleskají (2011, Turkey takes a leading role in the region but not everyone applauds)[44]

Články pro Washington Times
- Lebanon on a Tinderbox (2006)[45]

Články pro Cato Institute
- The Syria Accountability Act: Taking the Wrong Road to Damascus (2005)[46]

Články pro časopis Foreign Service Journal
- Řešení palestinské otázky (2003)[47]